# Livro Vermelho dos Vertebrados de Portugal
O Livro Vermelho dos Vertebrados de Portugal é uma publicação que classifica as espécies de animais vertebrados no território português em função da o ser risco de extinção.